# Wodny Żleb

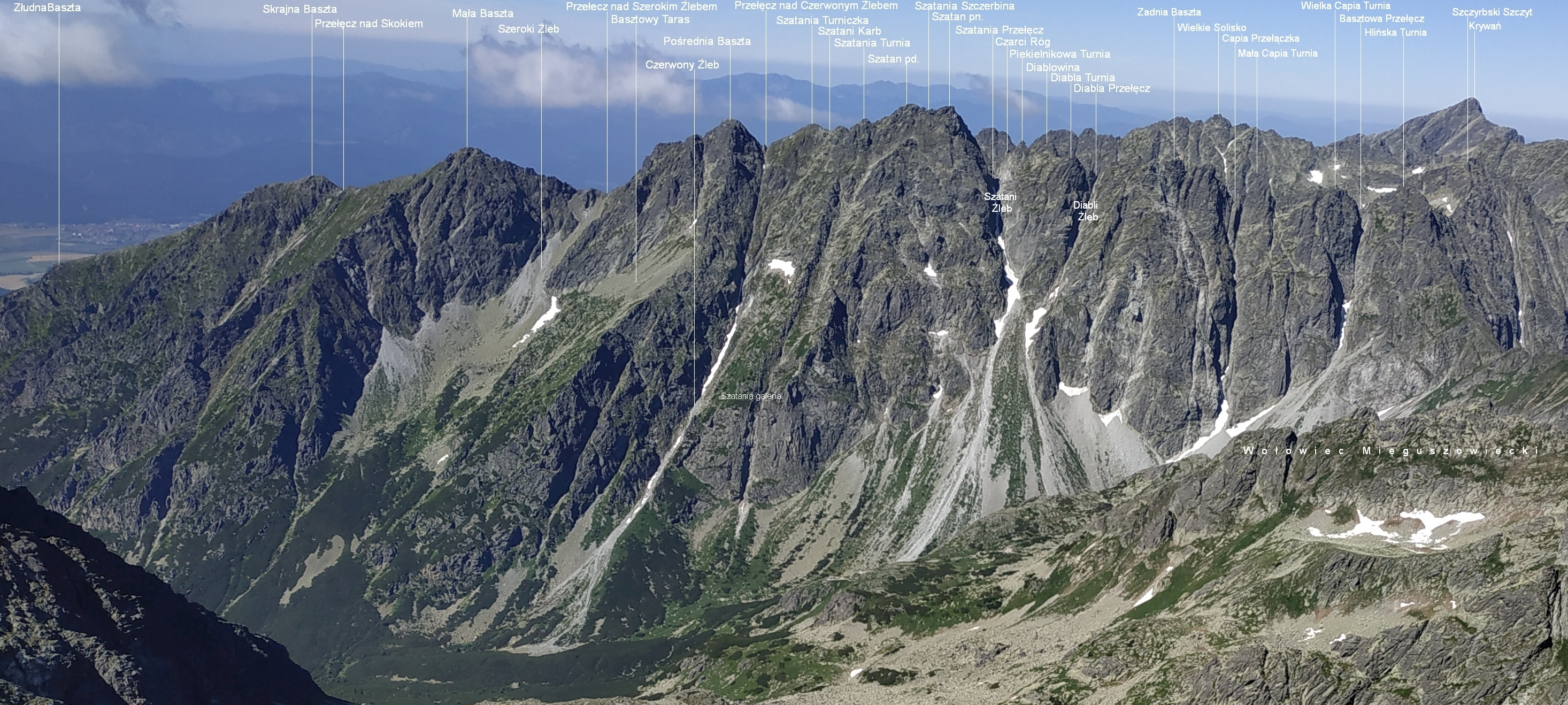
Wodny Żleb widoczny poniżej Szataniej Galerii

Wodny Żleb – żleb na wschodnich stokach Grani Baszt w słowackich Tatrach Wysokich. Stanowi dolną część depresji opadającej z Szatanich Wrótek, około 1/3 jej wysokości. Jest niemal pionowy i rozcina urwiska wschodniego żebra południowego wierzchołka Szatana i wschodniego żebra Szataniej Turni. Do 2009 r. żleb nie został zdobyty. 
Wodny Żleb znajduje się poniżej Szataniej Galerii.